# Pseudolaophonte spinosa
Pseudolaophonte spinosa är en kräftdjursart som först beskrevs av Thompson 1893.  Pseudolaophonte spinosa ingår i släktet Pseudolaophonte och familjen Laophontidae. Arten är reproducerande i Sverige. Inga underarter finns listade i Catalogue of Life.